# 巴达马尔赫拉
巴达马尔赫拉（Bada Malhera），是印度中央邦Chhatarpur县的一个城镇。总人口15042（2001年）。

## 人口
该地2001年总人口15042人，其中男性7947人，女性7095人；0—6岁人口2740人，其中男1423人，女1317人；识字率56.45%，其中男性为64.80%，女性为47.09%。